# 外國腐敗官員受害者正義法
外國腐敗官員受害者正義法（英語：Justice for Victims of Corrupt Foreign Officials Act），也稱海外人權侵害者法令或加拿大版馬格尼茨基法令，是一部授權加拿大政府對全球範圍內侵犯人權者及國外顯著腐敗人士實施制裁的法令，包括禁止入境、凍結並禁止其在加拿大的財產交易等，於2017年10月完成立法施行，制裁範圍擴及全球的马格尼茨基法令版本。自2016年12月以來已至少有五國通過，美國、愛沙尼亞、英國、加拿大、立陶宛；歐洲議會也在審議類似法案。

## 背景
法令取「馬格尼茨基」為名，是為了紀念俄羅斯維權律師舍爾蓋·馬格尼茨基。他因揭發俄羅斯政府腐敗而遭到關押，並於2009年11月在看守所去世。美國國會因此於2012年通過針對俄羅斯腐敗與侵犯人權官員的《馬格尼茨基法治問責法》，於2016年通過全球版的問責法。
加拿大國會一致通過S-226法案。推動的議員詹姆斯·貝贊表示，法案能夠用來制裁侵害人權者。

## 案例
2017年11月，加拿大依據此法令，以侵害人權和貪腐為由對3國52人實施制裁，包括3名南蘇丹政府和軍事官員、委內瑞拉總統尼古拉斯·马杜罗與執政親信以及30名俄國人。加拿大外交部長方慧蘭說，這「傳遞一個清楚的訊息，加拿大會對任何從重大貪腐行為中獲利、或涉及嚴重侵害人權的人採取行動」。

## 外部連結
- 法令全文（页面存档备份，存于）（英文）